# Bakonyszentlászló
Bakonyszentlászló (vyslovováno [bakoňsentlásló], německy Laßldorf) je velká vesnice v Maďarsku v župě Győr-Moson-Sopron, spadající pod okres Pannonhalma. Nachází se asi 17 km jihovýchodně od Pannonhalmy. V roce 2015 zde žilo 1 753 obyvatel. Dle údajů z roku 2011 tvoří 89,2 % obyvatelstva Maďaři, 3,6 % Romové, 1,3 % Němci a 0,2 % Rumuni.
Sousedními vesnicemi jsou Bakonygyirót, Bakonyszentkirály a Fenyőfő.

## Partnerské obce
- Bátorove Kosihy, Slovensko